# Coleophora agrammella
Coleophora agrammella é uma espécie de mariposa do gênero Coleophora pertencente à família Coleophoridae.